# Noël Roquevert
Noël Roquevert (18 de diciembre de 1892 – 6 de noviembre de 1973) fue un actor teatral, cinematográfico y televisivo de nacionalidad francesa.

## Biografía
Su verdadero nombre era Noël Louis Raymond Bénévent, y nació en Doué-la-Fontaine, Francia, siendo sus padres los comediantes Auguste y Marie-Louise Bénévent. Debutó muy joven, actuando como extra junto a sus padres.
Durante la Primera Guerra Mundial luchó en la infantería, siendo herido en dos ocasiones, y recibiendo por ello la Croix de Guerre 1914-1918. Finalizada la guerra, comenzó a ganarse la vida en los teatros parisinos, comenzando una larga carrera durante la cual participaría en unas ciento cincuenta piezas teatrales y en más ciento ochenta producciones cinematográficas.
Cora Laparcerie le ofreció su primer papel de importancia, en la obra titulada Mon homme en 1920, en el Teatro de la Renaissance. Sus actuaciones llamaron la atención de Sacha Guitry y Max Linder. Sin embargo, tras una probable actuación en la cinta Les Trois Mousquetaires en 1921, Roquevert no inició realmente su carrera en la gran pantalla hasta la llegada del cine sonoro interpretando, ya con cuarenta años cumplidos, numerosos papeles de reparto. Entre otros personajes, en sus inicios fue un cosaco en el film Tarass Boulba (1935), de Alexis Granowsky, actuando junto a Harry Baur. 
Roquevent también trabajó en operetas, como fue el caso de  Histoire de chanter (1946, con Luis Mariano), y Andalousie (1950, con Carmen Sevilla).
En los 25 años posteriores a la Segunda Guerra Mundial, Roquevert se convirtió en una figura clave del panorama cinematográfico francés. Rodó con destacados directores, entre ellos Henri-Georges Clouzot (L'Assassin habite au 21, Le Corbeau, Las diabólicas), Henri Verneuil (Le Mouton à cinq pattes y Un singe en hiver), y Julien Duvivier (La Bandera y Marie-Octobre). Otra de sus actuaciones más destacadas fue la que hizo en la película Fanfan la Tulipe, de Christian-Jaque, en 1951. 
Roquevert también actuó en televisión, destacando su trabajo en la serie Jacquou le Croquant.
En 1965 sufrió un infarto agudo de miocardio, siendo tratado en el Hospital Lariboisière. Su última película fue Le Viager, de Pierre Tchernia, estrenada en 1972.
Noël Roquevert falleció en 1973 en Douarnenez, Francia, a causa de una crise cardiaque, poco después de la muerte de su esposa, la actriz Paulette Noizeux.

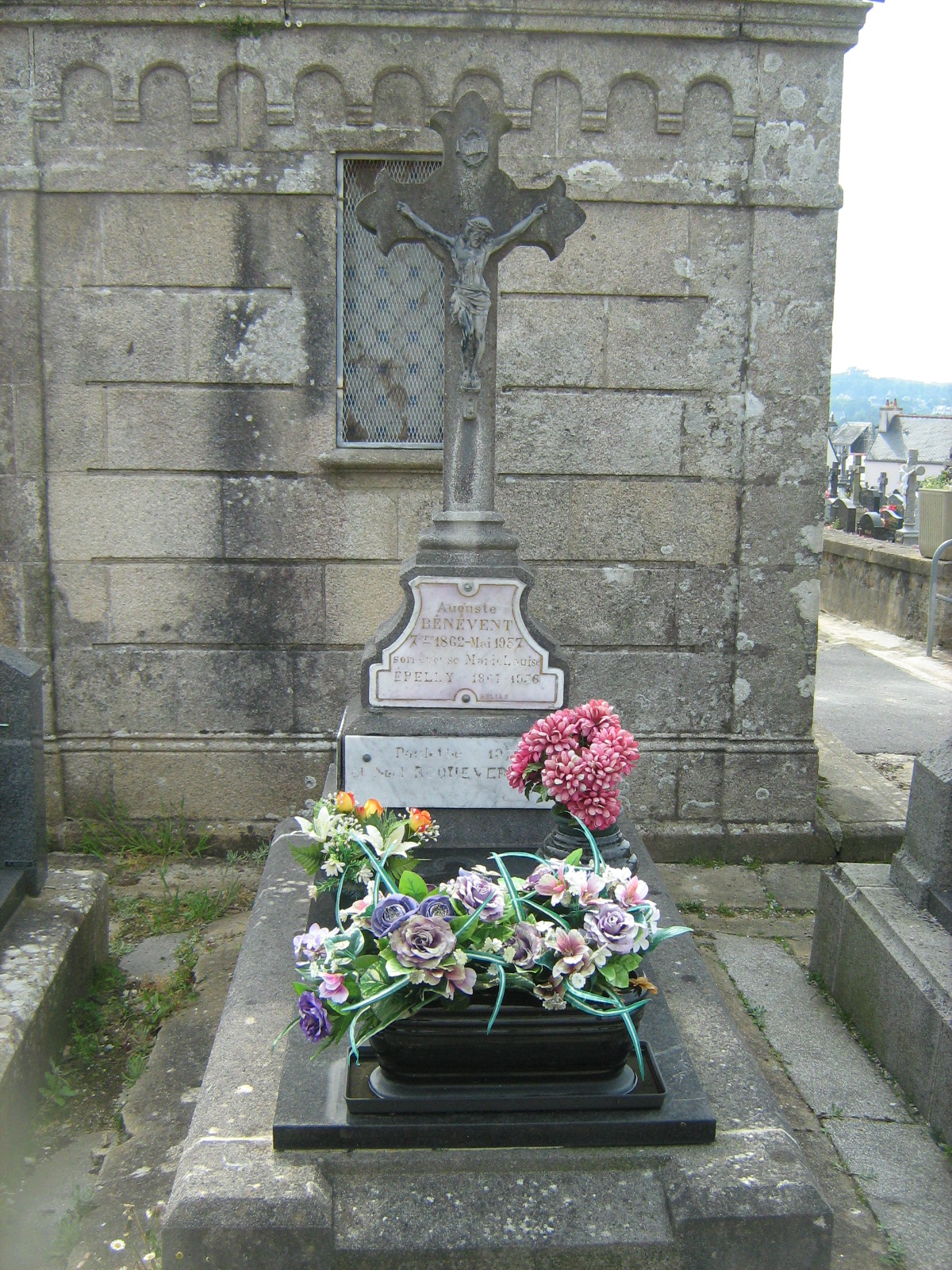
Tumba de Noël Roquevert en Douarnenez.

Fue enterrado en el Cementerio de Douarnenez.

## Filmografía completa (cine y televisión)

### Décadas de 1920 y 1930
- 1921 : Les Trois Mousquetaires, de Henri Diamant-Berger
- 1922 : L'Étroit Mousquetaire, de Max Linder
- 1932 : Tumultes, de Robert Siodmak
- 1934 : Cartouche, de Jacques Daroy
- 1934 : Liliom, de Fritz Lang
- 1935 : La Bandera, de Julien Duvivier
- 1936 : La Terre qui meurt, de Jean Vallée
- 1936 : Tarass Boulba, de Alexis Granowsky
- 1936 : La Porte du large, de Marcel L'Herbier
- 1937 : Miarka, la fille à l'ourse, de Jean Choux
- 1937 : Marthe Richard, au service de la France, de Raymond Bernard
- 1938 : Trois Valses, de Ludwig Berger
- 1938 : Barnabé, de Alexandre Esway
- 1938 : Entrée des artistes, de Marc Allégret
- 1938 : La Belle Revanche, de Paul Mesnier
- 1939 : Thérèse Martin, de Maurice de Canonge
- 1939 : Les Otages, de Raymond Bernard
- 1939 : Le Chasseur de chez Maxim's, de Maurice Cammage

### Década de 1940
- 1940 : Moulin-Rouge, de André Hugon
- 1940 : Chantons quand même, de Pierre Caron
- 1940 : Paris, New-York, de Yves Mirande
- 1940 : Les Musiciens du ciel, de Georges Lacombe
- 1940 : Ils étaient cinq permissionnaires, de Pierre Caron
- 1941 : Parade en sept nuits, de Marc Allégret
- 1942 : Mam'zelle Bonaparte, de Maurice Tourneur
- 1942 : Les Inconnus dans la maison, de Henri Decoin
- 1942 : L'assassin habite au 21, de Henri-Georges Clouzot
- 1942 : Le journal tombe à cinq heures, de Georges Lacombe
- 1942 : Le Voile bleu, de Jean Stelli
- 1942 : La Symphonie fantastique, de Christian-Jaque
- 1942 : Le Destin fabuleux de Désirée Clary, de Sacha Guitry
- 1942 : Dernier Atout, de Jacques Becker
- 1943 : Signé Picpus, de Richard Pottier
- 1943 : Vingt-cinq ans de bonheur, de René Jayet
- 1943 : Pierre et Jean, de André Cayatte
- 1943 : Le Corbeau, de Henri-Georges Clouzot
- 1943 : La Main du diable, de Maurice Tourneur
- 1944 : La Vie de plaisir, de Albert Valentin
- 1946 : Le Dernier Sou, de André Cayatte
- 1946 : Roger la Honte, de André Cayatte
- 1946 : La Rose de la mer, de Jacques de Baroncelli
- 1946 : Sérénade aux nuages, de André Cayatte
- 1946 : L'Affaire du Grand Hôtel, de André Hugon
- 1947 : Le destin s'amuse, de Emile-Edwin Reinert
- 1947 : Dernier refuge, de Marc Maurette
- 1947 : Histoire de chanter, de Gilles Grangier
- 1947 : Le Village perdu, de Christian Stengel
- 1947 : Antoine et Antoinette, de Jacques Becker
- 1948 : Croisière pour l'inconnu, de Pierre Montazel
- 1949 : Du Guesclin, de Bernard de Latour
- 1949 : La Cage aux filles, de Maurice Cloche
- 1949 : Ronde de nuit, de François Campaux
- 1949 : Retour à la vie, Sketch: "Le retour de Jean", de Henri-Georges Clouzot

### Década de 1950
- 1950 : Véronique, de Robert Vernay
- 1950 : Adémaï au poteau-frontière, de Robert Vernay
- 1950 : Justice est faite, de André Cayatte
- 1950 : Méfiez-vous des blondes, de André Hunebelle
- 1950 : Les femmes sont folles, de Gilles Grangier
- 1951 : Ma femme est formidable, de André Hunebelle
- 1951 : Pas de vacances pour Monsieur le Maire, de Maurice Labro
- 1951 : La Passante, de Henri Calef
- 1951 : Andalousie, de Robert Vernay
- 1951 : El sueño de Andalucia, de Luis Lucía Mingarro
- 1951 : Le Plus Joli Péché du monde, de Gilles Grangier
- 1951 : Un amour de parapluie, de Jean Laviron
- 1951 : Cent ans de gloire, de Serge de Poligny
- 1952 : Signori in carrozza, de Luigi Zampa
- 1952 : Elle et moi, de Guy Lefranc
- 1952 : Fanfan la Tulipe, de Christian-Jaque
- 1952 : L'Agonie des aigles, de Jean Alden-Delos
- 1952 : Le Rideau rouge, de André Barsacq
- 1952 : Le Trou normand, de Jean Boyer
- 1953 : Deux de l'escadrille, de Maurice Labro
- 1953 : Les Détectives du dimanche, de Claude Orval
- 1953 : Les Compagnes de la nuit, de Ralph Habib
- 1953 : Maternité clandestine, de Jean Gourguet
- 1953 : Capitaine Pantoufle, de Guy Lefranc
- 1953 : Mon frangin du Sénégal, de Guy Lacourt
- 1953 : Dortoir des grandes, de Henri Decoin
- 1954 : Mourez, nous ferons le reste, de Christian Stengel
- 1954 : Le Mouton à cinq pattes, de Henri Verneuil
- 1954 : Nana, de Christian-Jaque
- 1954 : Cadet Rousselle, de André Hunebelle
- 1954 : Le Secret d'Hélène Marimon, de Henri Calef
- 1954 : C'est la vie Parisienne, de Alfred Rode
- 1954 : Madame du Barry, de Christian-Jaque
- 1954 : Un homme en or, de Jean Kerchbron
- 1954 : Le Comte de Monte-Cristo, de Robert Vernay
- 1955 : Le Dossier noir, de André Cayatte
- 1955 : On déménage le colonel, de Maurice Labro
- 1955 : La Soupe à la grimace, de Jean Sacha
- 1955 : Las diabólicas, de Henri-Georges Clouzot
- 1955 : Tant qu'il y aura des femmes, de Edmond T. Gréville
- 1955 : Napoleón, de Sacha Guitry
- 1955 : Chantage, de Guy Lefranc
- 1955 : L'Impossible Monsieur Pipelet, de André Hunebelle
- 1955 : La Madelon, de Jean Boyer
- 1956 : La Bande à papa, de Guy Lefranc
- 1956 : Toute la ville accuse, de Claude Boissol
- 1956 : La Terreur des dames, de Jean Boyer
- 1956 : Les Lumières du soir, de Robert Vernay
- 1956 : Fernand Cow-boy, de Guy Lefranc
- 1956 : La vie est belle, de Roger Pierre y Jean-Marc Thibault
- 1956 : Club de femmes, de Ralph Habib
- 1957 : Nous autres à Champignol, de Jean Bastia
- 1957 : À pied, à cheval et en voiture, de Maurice Delbez
- 1957 : Ce joli monde, de Carlo Rim
- 1957 : Le Coin tranquille, de Robert Vernay
- 1957 : Donnez-moi ma chance, de Léonide Moguy
- 1957 : Une Parisienne, de Michel Boisrond
- 1957 : Quelle sacrée soirée, de Robert Vernay
- 1957 : Ah ! Quelle équipe, de Roland Quignon
- 1957 : L'Auberge en folie, de Pierre Chevalier
- 1957 : Mademoiselle et son gang, de Jean Boyer
- 1957 : Une nuit au Moulin Rouge, de Jean-Claude Roy
- 1957 : La Peau de l'ours, de Claude Boissol
- 1958 : La Moucharde, de Guy Lefranc
- 1958 : C'est la faute d'Adam, de Jacqueline Audry
- 1958 : Le Désir mène les hommes, de Mick Roussel
- 1958 : Sacrée Jeunesse, de André Berthomieu
- 1958 : Suivez-moi jeune homme, de Guy Lefranc
- 1958 : À pied, à cheval et en spoutnik, de Jean Dréville
- 1958 : Legge e legge, de Christian-Jaque
- 1959 : Marie-Octobre, de Julien Duvivier
- 1959 : Le Gendarme de Champignol, de Jean Bastia
- 1959 : Archimède le clochard, de Gilles Grangier
- 1959 : Faibles femmes, de Michel Boisrond
- 1959 : Babette s'en va-t-en guerre, de Christian-Jaque
- 1959 : Voulez-vous danser avec moi ?, de Michel Boisrond
- 1959 : Houla-Houla, de Robert Darène
- 1959 : Soupe au lait, de Pierre Chevalier
- 1959 : Nathalie, agent secret, de Henri Decoin

### Década de 1960
- 1960 : Marie des isles, de Georges Combret
- 1960 : Certains l'aiment froide, de Jean Bastia
- 1960 : La Française et l'Amour, sketch l'Enfance, de Henri Decoin
- 1960 : Les Portes claquent, de Jacques Poitrenaud y Michel Fermaud
- 1961 : À rebrousse-poil, de Pierre Armand
- 1961 : Le Masque de fer, de Henri Decoin
- 1962 : Snobs !, de Jean-Pierre Mocky
- 1962 : L'assassin est dans l'annuaire, de Léo Joannon
- 1962 : Comment réussir en amour, de Michel Boisrond
- 1962 : Un singe en hiver, de Henri Verneuil
- 1962 : Cartouche, de Philippe de Broca
- 1962 : Le Diable et les Dix Commandements, de Julien Duvivier, sketch "Tu ne déroberas point"
- 1962 : Jusqu'à plus soif, de Maurice Labro
- 1962 : Conduite à gauche, de Guy Lefranc
- 1962 : Les Filles de La Rochelle, de Bernard Deflandre
- 1962 : Les Mystères de Paris, de André Hunebelle
- 1963 : Les Veinards, sketch Le Gros Lot, de Jack Pinoteau
- 1963 : Cadavres en vacances, de Jacqueline Audry
- 1963 : Le Coup de bambou, de Jean Boyer
- 1963 : Règlements de comptes, de Pierre Chevalier
- 1963 : Mi novia es otra, de Jean Jabely
- 1963 : À toi de faire... mignonne, de Bernard Borderie
- 1963 : L'Honorable Stanislas, agent secret, de Jean-Charles Dudrumet
- 1963 : La casta Susana, de Luis-César Amadori
- 1963 : Mare matto, de Renato Castellani
- 1963 : Clémentine chérie, de Pierre Chevalier
- 1963 : L'assassin connaît la musique..., de Pierre Chenal
- 1963 : Tre piger i Paris, de Gabriel Axel
- 1963 : Un coup dans l'aile, de Claude Barma
- 1964 : L'Âge ingrat, de Gilles Grangier
- 1964 : L'assassin viendra ce soir, de Jean Maley
- 1964 : Que personne ne sorte, de Yvan Govar
- 1964 : L'Étrange Auto-stoppeuse, de Jean Darcy y Raoul André
- 1964 : Le Petit Monstre, de Jean-Paul Sassy
- 1964 : Patate, de Robert Thomas
- 1964 : Les Barbouzes, de Georges Lautner
- 1964 : Les Mordus de Paris, de Pierre Armand
- 1964 : La Chasse à l'homme, de Édouard Molinaro
- 1965 : Merveilleuse Angélique, de Bernard Borderie
- 1965 : Le Majordome, de Jean Delannoy
- 1965 : Sursis pour un espion, de Jean Maley
- 1965 : Pas de caviar pour tante Olga, de Jean Becker
- 1965 : L'Or du duc, de Jacques Baratier
- 1965 : Un milliard dans un billard, de Nicolas Gessner
- 1965 : La Misère et la gloire, de Henri Spade
- 1965 : La Queue du diable, de André Leroux
- 1966 : Le Jardinier d'Argenteuil, de Jean-Paul Le Chanois
- 1966 : La Ligne de démarcation, de Claude Chabrol
- 1966 : Le Grand Restaurant, de Jacques Besnard
- 1966 : La fabbrica dei soldi, Sketch Imbroglio d'amore, de Jean-Claude Roy
- 1967 : Deslouettes père et fils, de Arlen Papazian y Claude Robrini
- 1967 : Les Créatures du bon-dieu, de Jean Laviron
- 1968 : Ambroise Paré, la défaite, de Éric Le Hung
- 1968 : Les Dossiers de l'agence O, de Jean Salvy y Marc Simenon
- 1969 : Un merveilleux parfum d'oseille, de Rinaldo Bassi
- 1969 : Jacquou le Croquant, de Stellio Lorenzi
- 1969 : La Honte de la famille, de Richard Balducci
- 1969 : Sainte Jeanne, de Claude Loursais

### Década de 1970
- 1970 : Le fauteuil hanté, de Pierre Bureau
- 1970 : Les Novices, de Guy Casaril
- 1971 : Das Bumsfidele Internat, de Norbert Terry
- 1971 : Quentin Durward, de Gilles Grangier
- 1971 : Mais qui m'a donc fait ce bébé ?, de Michel Gérard
- 1972 : Le Viager, de Pierre Tchernia

## Teatro
- 1893 : Le Bossu, de Paul Féval
- 1897 : Les Deux Gosses, de Pierre Decourcelle
- 1920 : Mon homme, de André Picard y Francis Carco, Teatro de la Renaissance
- 1921 : Le Caducée, de André Pascal, Teatro de la Renaissance, Théâtre du Gymnase Marie-Bell
- 1923 : Le Masque de fer, de Maurice Rostand, Teatro Mogador
- 19?? : Princesse Isabelle, de Maurice Maeterlinck, Teatro de la Renaissance
- 19?? : Miss Ba, de Rudolf Besier, Teatro de la Renaissance
- 19?? : Le Mur d'argent, Teatro de la Renaissance
- 19?? : Normandie, Théâtre des Bouffes-Parisiens
- 19?? : La Passion
- 1937 : Le Train de 8h47, de Georges Courteline, Teatro du Palais-Royal
- 1937 : Bizons les dames, Teatro du Palais-Royal
- 1938 : Ma femme est timbrée, Teatro du Palais-Royal
- 1939 : Je veux être une star, Teatro du Palais-Royal
- 1939 : La Poule et le chasseur, de Jean de Létraz, Teatro du Palais-Royal
- 1939 : La Vénus de l'îlot, de Pierre Veber, Teatro du Palais-Royal
- 1940 : Permission de détente, de Yves Mirande, Teatro du Palais-Royal
- 1940 : La Merveilleuse Journée, de Yves Mirande, Teatro du Palais-Royal
- 1940 : Madame est avec moi, Teatro du Palais-Royal
- 1941 : Moune et ses amis, Teatro du Palais-Royal
- 1941 : Saisissez-moi, de Yves Mirande y Gustave Quinson, Teatro du Palais-Royal
- 1942 : La Foire aux sentiments, de Roger Ferdinand, Teatro Saint-Georges
- 1942 : N'écoutez pas Mesdames, de Sacha Guitry, Teatro de la Madeleine
- 1943 : À la gloire d'Antoine, de Sacha Guitry, Teatro Antoine
- 1943 : Le Monsieur de cinq heures, de Pierre Veber y Maurice Hennequin, escenografía de Roland Armontel, Théâtre de Paris
- 1948 : Ferrailles à vendre, de Garson Kanin, Teatro des Ambassadeurs, escenografía de Henri Bernstein
- 1950 : La neige était sale, de Frédéric Dard a partir de Georges Simenon, escenografía de Raymond Rouleau, Teatro de l'Œuvre
- 1951 : Le Sabre de mon père, de Roger Vitrac, escenografía de Pierre Dux, Théâtre de Paris
- 1952 : Many, de Roger Vitrac, escenografía de Pierre Dux, Théâtre de Paris
- 1952 : Jehanne, escenografía de Yves Robert, Comédie Caumartin
- 1952 : N'écoutez pas Mesdames, de Sacha Guitry, escenografía de Pierre Dux, Théâtre des Variétés
- 1955 : Pigmalión, de George Bernard Shaw, escenografía de Jean Marais, Théâtre des Bouffes-Parisiens
- 1960 : Les Ambassades, de André-Paul Antoine y Jean-Pierre Dorian, a partir de Roger Peyrefitte, escenografía de André Barsacq, Théâtre des Bouffes-Parisiens
- 1962 : N'écoutez pas Mesdames, de Sacha Guitry, escenografía de Jacques Mauclair, Teatro de la Madeleine
- 1964 : Un homme comblé, de Jacques Deval, Théâtre des Variétés
- 1967 : L'Ascension du général Fitz, de Peter Ustinov, escenografía de Pierre Dux, Teatro des Ambassadeurs